# Tzinacapan
Tzinacapan är en ort i Mexiko.   Den ligger i kommunen Cuetzalan del Progreso och delstaten Puebla, i den sydöstra delen av landet, 180 km öster om huvudstaden Mexico City. Tzinacapan ligger 871 meter över havet och antalet invånare är 2 939.
Terrängen runt Tzinacapan är bergig, och sluttar norrut. Runt Tzinacapan är det ganska tätbefolkat, med 179 invånare per kvadratkilometer. Närmaste större samhälle är Olintla, 17,0 km nordväst om Tzinacapan. I omgivningarna runt Tzinacapan växer i huvudsak städsegrön lövskog.